# 1758 a tudományban
Az 1758. év a tudományban és a technikában.

## Csillagászat
- A Halley-üstökös visszatér, ahogy azt Edmund Halley 1705-ben megjósolta.

## Fizika
- Roger Joseph Boscovich publikálja a Theoria philosophiae naturalis redacta ad unicam legem virium in natura existentium című munkáját, amely az atomelméletről szól.

## Zoológia
- Carl von Linné elfogadtatja az új nevezéktanát.

## Díjak
- Copley-érem: John Dollond

## Születések
- március 22. - Franz Gall orvos, agykutató, anatómus († 1828)
- október 11. - Heinrich Wilhelm Matthäus Olbers csillagász († 1840)
- november 11. - Bengt Reinhold Geijer kémikus († 1815)
- december 9. - Richard Hoare régész († 1838)

## Halálozások
- augusztus 15. - Pierre Bouguer fizikus (* 1698)